# Зуев, Вадим Юрьевич
Вадим Юрьевич Зуев (29 апреля 1964 г., Ленинград) — российский учёный, кандидат исторических наук, археолог, историк, публицист, старший научный сотрудник Государственного Эрмитажа (1996—2007). Первый лауреат Премии имени академика Б. Б. Пиотровского, вручаемой за лучшие публикации журналом «Вестник древней истории» (1992 г.). За книгу «Скифский роман» (об М. И. Ростовцеве) стал лауреатом Государственной премии Российской Федерации за 2000 год. Ответственный редактор материалов международной научной конференции «Боспорский феномен».
Проводил археологические разведки и раскопки на Южном Урале, в Бурятии, Хакасии, в Западном Казахстане, на Северном Кавказе и в Закавказье, в Крыму, на о. Березань и в Ольвии, а также в г. Мозырь (Белоруссия).
Автор более 180 научных и популярных публикаций по археологии, истории, культуре в российских и зарубежных изданиях.

## Публикации
1. Зуев В. Ю. Научный миф о «савроматских жрицах» // Жречество и шаманизм в скифскую эпоху. — СПб., 1996. — С. 54—68.
2. Зуев В. Ю. Основные проблемы хронологии «раннесарматской» культуры // Раннесарматская культура: формирование, развитие, хронология. Материалы 4. — 2000. — С. 85—104.
3. Зуев В. Ю. Исповедальные пути божественного всадника (по материалам ковровых полотен и погребального обряда в Пазырыке) // Северная Азия от древности до средневековья. — СПб., 1992. — С. 131—134.
4. Зуев В. Ю. Проблемы хронологии прохоровской культуры и курганы у деревни Прохоровка. — Сиссития. Памяти Юрия Викторовича Андреева. Сборник научных статей. СПб., Алетейя, 2000..
5. Зуев В. Ю., Исмагилов  Р. Б. Курганы у дер. Гумарово в Южном Приуралье // Археологические памятники Оренбуржья. — Оренбург, 1999.
6. Зуев В. Ю., Исмагилов  Р. Б. Корсуковский клад // Южная Сибирь в древности // Археологические изыскания 24. — 1995. — С. 67—75.
7. Зуев В. Ю. Периодизация археологических памятников центральной части европейского пояса степей I тысячелетия до н. э.(по материалам Южного Приуралья) // Скифы, хазары, славяне, Древняя Русь: Международная конференция памяти М. И. Артамонова : Тезисы докладов. — СПб., 1998.
8. Зуев В. Ю. Изучение жаботинских гравировок и проблема развития звериного стиля в европейской Скифии на рубеже VII-VI вв. до Р. Xр // Петерб. археолог. вестник. — 1993. — № 6. — С. 38—52.
9. Зуев В. Ю. К истории сарматской паноплии. Мечи и кинжалы прохоровского типа // Военная археология: оружие и военное дело в исторической и социальной перспективе: Материалы Международной конференции. — СПб., 1998.
10. Зуев В. Ю. К разработке хронологии сарматских древностей II—I вв. до н. э. // Боспорский феномен: Колонизация региона. Формирование полисов. Образование государства. Материалы Международной научной конференции. СПб., Изд-во Гос. Эрмитажа, 2001. Ч. 2. С. 171—185.
11. Зуев В. Ю. Человек, которому улыбалась удача. Б. Б. Пиотровский // Знаменитые универсанты. СПб., 2002. Т. 1. 446—475.
12. Зуев В. Ю. Материалы к истории изучения Прохоровских курганов в Оренбуржье (По итогам экспедиции 2001 г.). СПб., Изд-во Гос. Эрмитажа, 2003. 72 с. — (Археологические экспедиции Государственного Эрмитажа).
13. Зуев В. Ю. Сарматская концепция М. И. Ростовцева и Прохоровские курганы // Парфянский выстрел. М., РОССПЭН, 2003. С. 580—604.
14. Зуев В. Ю., Лившиц В. А. О датировке парфянских надписей на фиалах из кургана 1 у деревни Прохоровка // ВДИ. 2004. № 2. С. 3-11.
15. Зуев В. Ю. Бронзовые зеркала с о. Березань // Северное Причерноморье в античную эпоху. Материалы юбилейного международного круглого стола, посвящённого 10-летию конференции «Боспорский феномен». СПб., Нестор-История, 2008. С. 41-52.
16. Зуев В. Ю. Греческие импорты художественной бронзы и подражания им в районе Центрального Предкавказья. 1. Крымгиреевское зеркало // Боспорский феномен. Искусство на периферии античного мира. СПб., Нестор-История, 2009. С. 484—495.
17. Зуев В. Ю. Скифский логос Геродота: композиция линий повествования // Боспорский феномен. Население, языки, контакты. Материалы международной научной конференции. СПб., Нестор-История, 2011. С. 607—625.
18. Зуев В. Ю., Карташов П. Н. Типология и технология производства клинкового оружия на стыке скифской и сарматской эпох (по материалам Южного Приуралья) // Европейская Сарматия. Материалы международной конференции в честь М. Б. Щукина. СПб., Нестор-История, 2011. С. 93-115. — (XIV чтения памяти Анны Мачинской).
19. Зуев В. Ю. Каменномостский могильник в Кабардино-Балкарии: история изучения и новые материалы // Новейшие открытия в археологии Северного Кавказа: Исследования и интерпретации. Материалы Международной научной конференции. Махачкала, 2012. C. 188—190. — (XXVII «Крупновские чтения»).
20. Зуев В. Ю. Красногорский курган // Золото, конь и человек. Сборник статей к 60-летию А.лександра Владимировича Симоненко. Киев, «Скиф», 2012. С. 385—410.
21. Зуев В. Ю. О времени активного выступления сарматов в степях Евразии по археологическим данным // Вісник Маріупольського державного університету. Серія: історія, політологія. Маріуполь, 2013. Вип. 7-8. С. 51-63.
22. Зуев В. Ю. Боспорский транзитный путь распространения греческих зеркал в эпоху архаики (по материалам погребальных памятников и случайных находок) // Погребальная культура Боспорского царства. Материалы Круглого стола, посвящённого 100-летию со дня рождения Михаила Моисеевича Кубланова (1914—1998). (Санкт-Петербург, 25-26 ноября 2014 г.). СПб., Нестор-История, 2014. C. 66-94.
23. Зуев В. Ю., Бажан И. А. Случайные находки скифских зеркал эпохи архаики в Северном Причерноморье // Материалы по археологии и истории античного и средневекового Крыма. Севастополь, Тюмень, 2014. Вып. 6. С. 5-29.